# Herb Zelowa
Herb Zelowa – jeden z symboli miasta Zelów i gminy Zelów w postaci herbu.

## Wygląd i symbolika
Herb przedstawia w tarczy francuskiej dwudzielnej w słup z głowicą złotą, wyciętą w dwa trójkąty, w polu prawym czerwonym półorła srebrnego o złotym orężu i takiejż koronie, w polu lewym, na murze czerwonym o białym żyłowaniu czółenko tkackie brązowe z końcami stalowymi w słup, na nim z motek nici srebrny na osi czarnej.
Symbolika herbu nawiązuje do polskości miasta (godło państwowe), oraz jego charakteru jako ośrodka przemysłu włókienniczego – mur w herbie jest murem fabrycznym, nie miejskim.

## Historia
W pierwotnym wzorze herbu Zelowa orzeł pozbawiony był korony, określano go mianem orła piastowskiego. Autorem wzoru, zwycięskiego w konkursie zorganizowanym w 1972 był uczeń Zasadniczej Szkoły Mechanizacji Rolnictwa Jerzy Klatowski, poprawek graficznych dokonał artysta-plastyk Antoni Biłas. Herb został przyjęty 21 lipca 1973 przez Miejską Radę Narodową w Zelowie uchwałą nr XXXXII/74/73. Wizerunek herbu został zamieszczony w Statucie Gminy przyjętym Uchwałą Nr XXX/204/96 Rady Miejskiej w Zelowie 17 października 1996.